# Alias (гра)

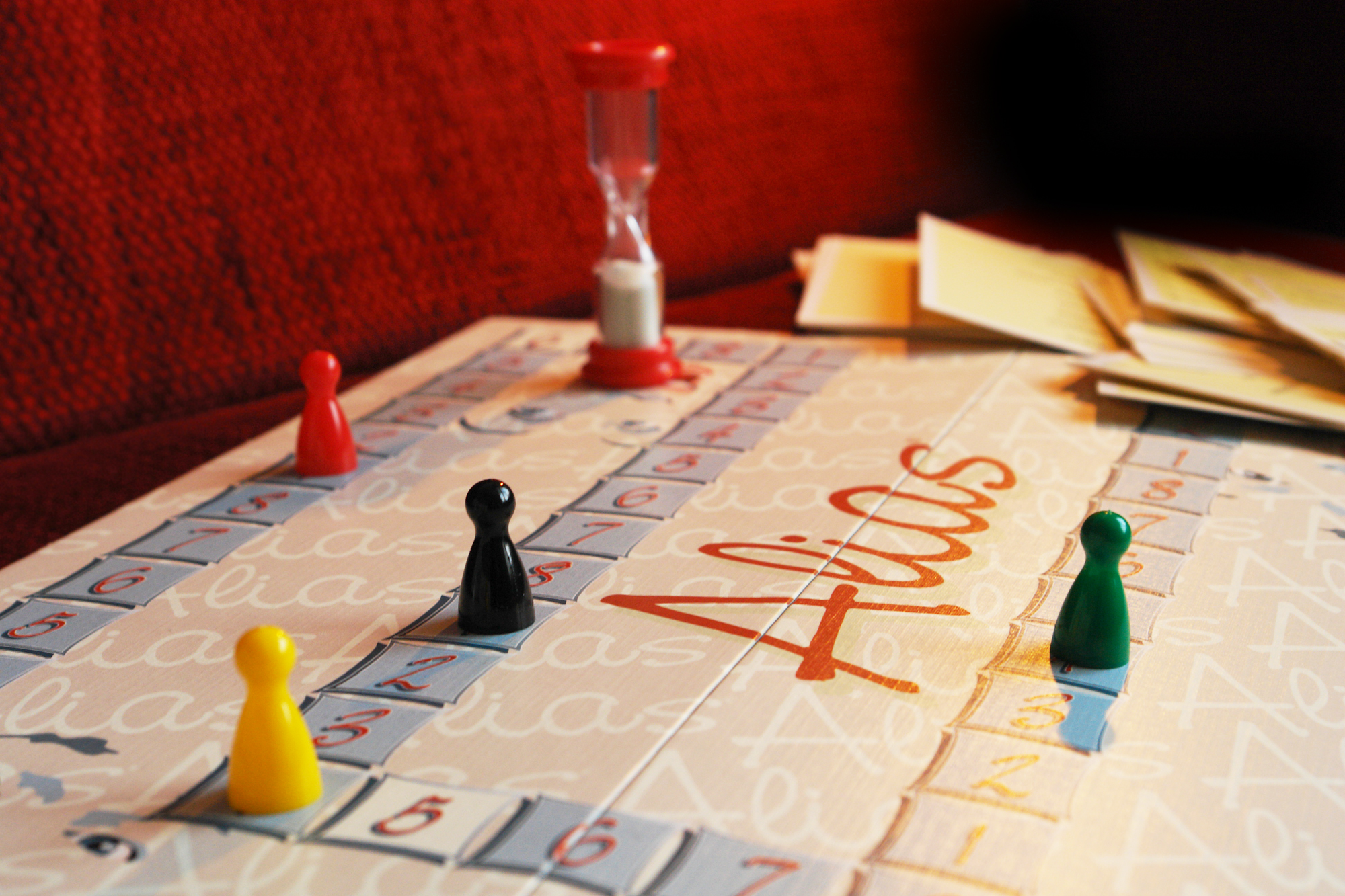

Еліас (англ. Alias) — настільна командна гра, в якій треба максимально швидко пояснити своїй команді задані слова без використання однокореневих.
Чим більше слів вгадано  — тим швидше команда просувається до перемоги.
Alias був розроблений у Фінляндії та виробляється «Nelostuote Oy» під маркою Tactic та вважається найпродаванішою грою у Північній Європі за 30 років..
Гаслом гри Alias є:
- Веселощі, що починаються за хвилину після відкриття коробки
- Гра, що пояснює слова та змушує людей розмовляти[1].

Перша версія гри з'явилась у 1989 році, масове виробництво розпочалося у 1995 році.

## Назва
Назва Alias походить від англійського Alias — псевдонім (синонім) або дослівно латині «скажи інакше».

## Правила гри

### Підготовка
Перед початком гри учасники діляться на команди. Команди можуть складатися з приблизно однакової кількості гравців, але їх не може бути менш ніж два.
Кожна команда отримує кольорову фішку та 10-20 карток з колоди.

### Ігровий процес
Дошка в Alias — «шлях», що складається з послідовних номерів на червоному тлі. Гра містить 8 пронумерованих груп. Гра ділиться на «черги» довжиною 1 хвилину. Хвилина відміряється пісочним годинником, який перевертається з кожним ходом.
Команди грають по черзі. Своєю чергою один з членів команди за 1 хвилину повинен пояснити слова на картках іншим членам, а вони мають відгадати слова.
За кожне правильно відгадане слово команда заробляє одне очко, а за помилки чи пропущені картки (невідгадані слова) штрафується на відповідну кількість очок.
Перша команда, що прийшла до фінішу, є переможцем.

### Комплектація
- поле ігрове;
- пісочний годинник ;
- фішки — 6 штук;
- картки — 400 штук;
- правила гри;
- коробка-органайзер;

Настільна гра рекомендується для гравців старше 10 років.

## Різновиди гри
- Junior Alias (дитячий Аліас). Це спеціалізована версія для дітей від 5 років. Слова на картках не тільки написані, а й намальовані.
- Alias party (Аліас вечірка). В цій версії додані спеціальні картки Party, за якими треба виконувати завдання. Класична версія, Junior Alias, Alias party мають також дорожні версії гри. Цей варіант має меншу кількість карток та зменшене ігрове поле.
- Alias з кубиками. Замість карток використовуються кубики. На команди розділятися необов'язково. Рекомендується для гравців віком від 9 років.
- Alias Women vs men (Аліас чоловіки проти жінок). Ця версія відрізняється чорно-білим дизайном ігрового поля. Вводиться нове правило — розподіл на команди жінок та чоловіків. Кількість гравців: 4-20 осіб, вік від 15 років.
- Alias Family (Аліас для родини) відрізняється наявністю додаткових карток для дорослих та рулеткою. Можуть грати від 3 до 7 гравців. Рекомендований вік — від 7 років[6].
- Alias Ukraine (Аліас Україна). В грі всі картки тематично пов'язані з Україною[7].
- Alias I am.. (Аліас Хто я…). На карточках цієї версії написані назви персонажів. Картки вставляються в спеціальні обручі на голову, що йдуть в комплекті. Вік гравців від 12 років.[8].
- Alias I am Junior.. (Аліас Хто я дитячий…). Від дорослої версії відрізняється намальованими персонажами на картках та складністю персонажів. Рекомендований вік від 5 років. Розрахована на 2-4 гравці[9].
- Late Night ALIAS (Нічний Аліас). Поле для гри має темний колір. Додатково до стандартних карток у комплекті йдуть 100 чистих карток та олівець. Кожний учасник може вигадати власні слова й записати їх на порожніх картках[10].

Існує також DVD версія Alias, в якій гра відбувається з Marco Bjurström за спеціальними інтерактивними картками.